# Згорнє Грушковє
Згорнє Грушковє (словен. Zgornje Gruškovje) — поселення в общині Подлехник, Подравський регіон‎, Словенія.